# Omeia
Omeia ist eine Gattung der Spulwürmer mit drei Arten und die einzige Gattung in der Unterfamilie Omeiinae. Sie sind Parasiten bei Amphibien der Überordnung Batrachia.

## Merkmale
Unterfamilie und Gattung unterscheiden sich von allen anderen Quimperiidae durch die gut entwickelte Mundhöhle, den großen Blinddarm und das große Gubernaculum.

## Systematik
Zur Gattung gehören folgende Arten:
- Omeia hoeppli Hsu, 1933
- Omeia papillocauda Rankin, 1937
- Omeia vietnamensis Moravec & Sey, 1985